# Diopter

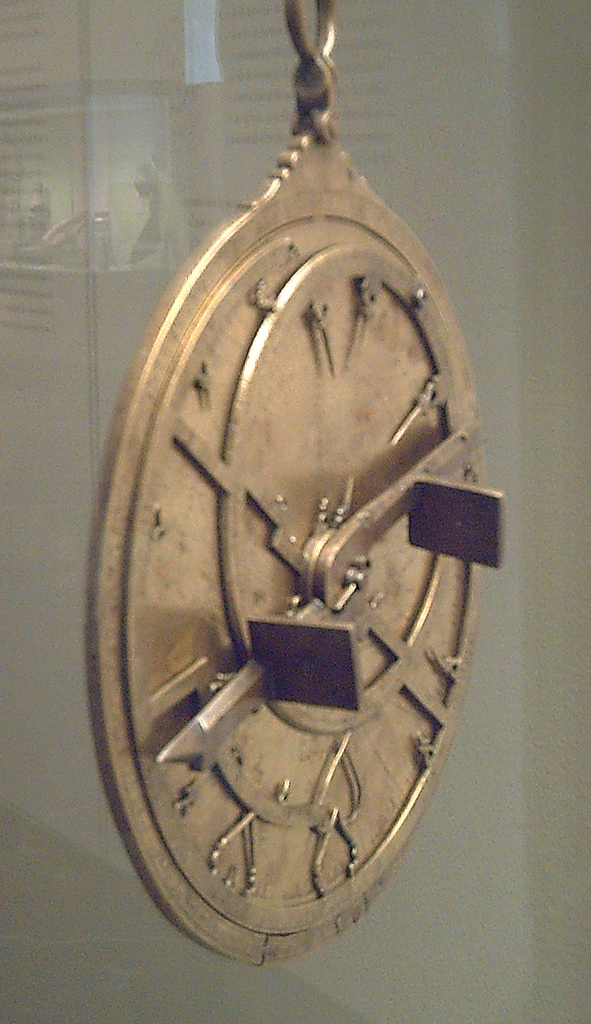
Astrolabium mit Alhidade zum Anpeilen der Himmelskörper

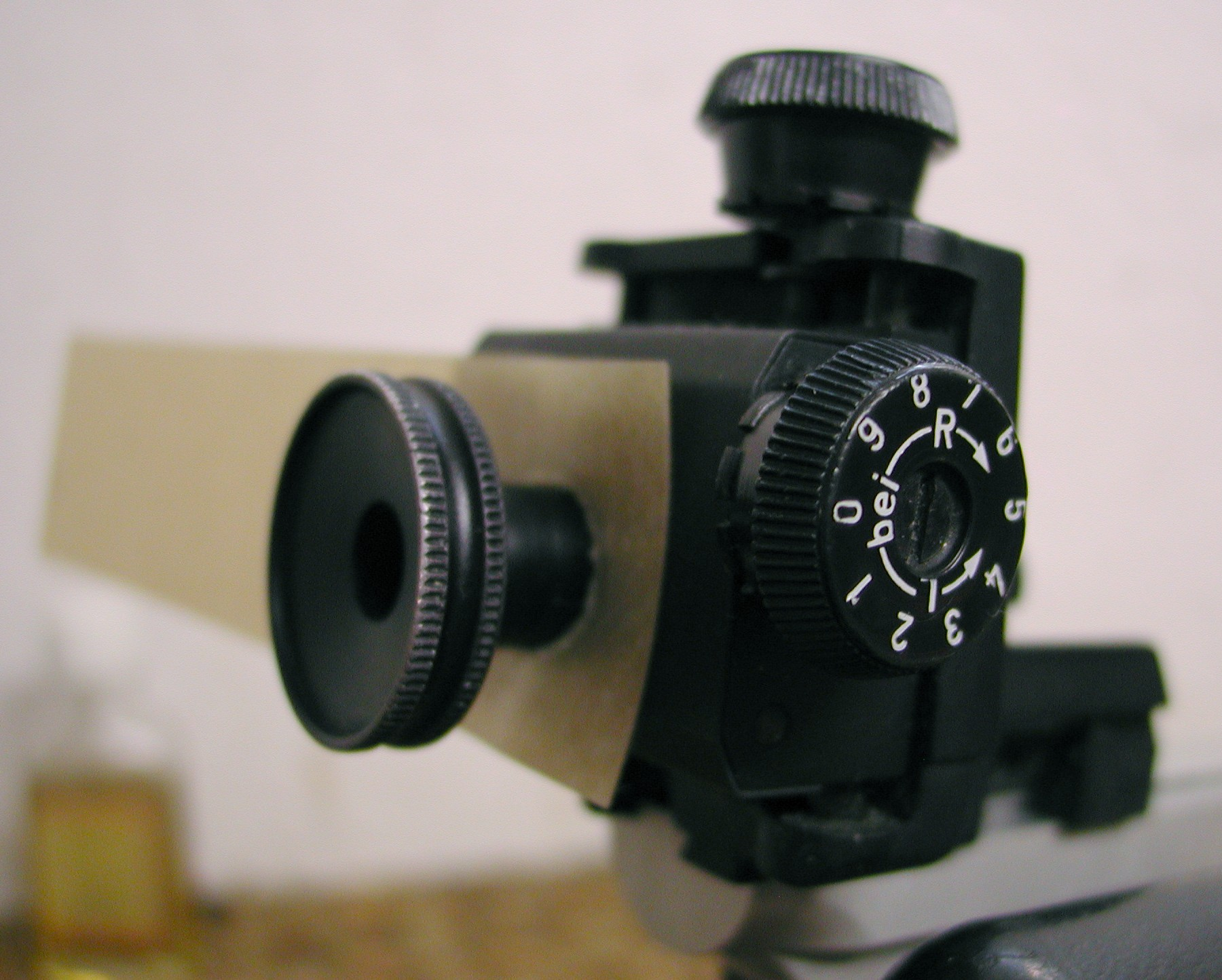
Diopter eines Wettkampfluftgewehrs

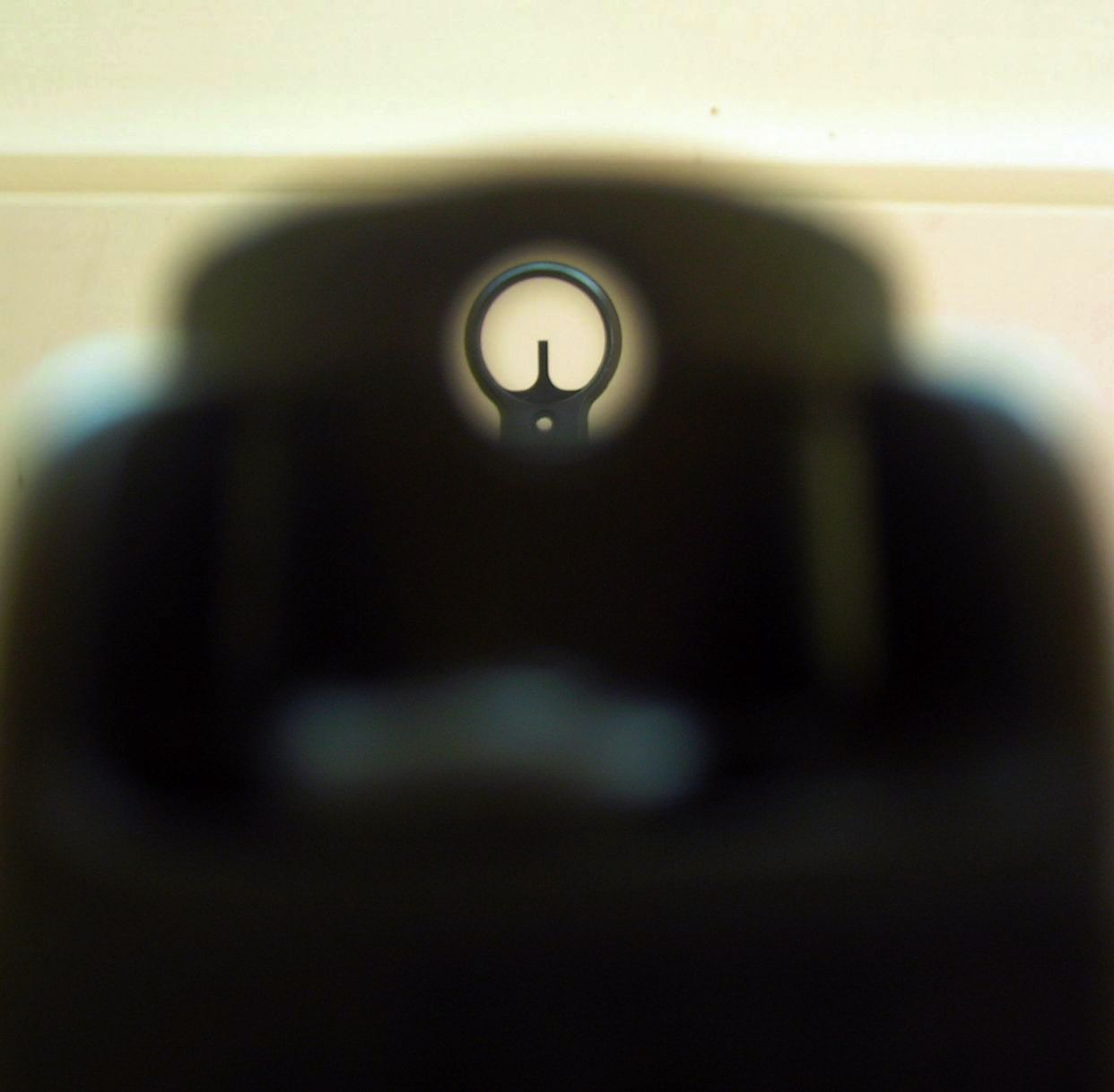
Blick durch das drehbare Dioptertrommelvisier einer HK MP5

Ein Diopter (altgriechisch διοπτήρ dioptḗr „Späher, Kundschafter“, auch Nebenbezeichnung von διόπτρα dióptra, einem antiken optischen Gerät zur Höhenmessung, vergleiche Dioptrie) ist eine Visiereinrichtung zum Anpeilen von Zielen mit dem bloßen Auge. Bei astronomischen Instrumenten wird er auch Absehe genannt. Es befinden sich immer zwei einfache optische Elemente in Form von kleinen Löchern, weniger als 3–4 mm groß, oder Schlitzen in Metallplatten in der Visierlinie hintereinander. Werden sie auf einer drehbaren Schiene angeordnet, spricht man von einer Alhidade.
Der Blick durch eine kleine Öffnung wirkt verschärfend wie der Blick durch eine Weitsichtigen-Brille; je kleiner das Loch, desto schärfer, aber auch lichtschwächer erscheint das angepeilte Objekt (siehe auch Camera obscura).
Das einfache Peilen mit Diopter wurde bereits in der Antike bei geodätischen Vermessungen angewendet. Spätestens im Mittelalter wurde davon beim Astrolabium, dessen Alhidade zum Anpeilen der Himmelskörper dient, Gebrauch gemacht. Weitere Instrumente, die in vergleichbarer Weise verwendet werden, sind Diopterlineal, Dioptra, Peilscheibe, sowie Mire. Auf Schiffskompassen angebrachte Diopter ermöglichen Peilungen in Verbindung mit einer Seekarte. Entsprechendes gilt für einfache Kompasse zur Orientierung auf dem Land.

## Diopter auf Gewehren
Die einfachste Visiereinrichtung am Gewehr besteht aus Kimme und Korn, als Diopter wird hier einschränkend nur der Ersatz der Kimme durch eine Lochblende bezeichnet. Das Diopter ist die hintere Visiereinrichtung auf der Waffe, es besteht aus einer höhen- und seitenverstellbaren Platte mit einer sehr kleinen Durchblicköffnung in der Mitte, durch welche der Blick auf die vordere Visiereinrichtung freigegeben wird. Dies kann ein Stift („Stiftkorn“) oder eine Scheibe mit einer Öffnung („Ringkorn“) sein. Das Ringkorn bietet den Vorteil, das Ziel bzw. Teile davon nicht zu verdecken. Das Auge muss sich sehr genau zentriert hinter dem Loch des Diopters befinden, damit das Korn sichtbar wird und auf das Ziel gerichtet werden kann.

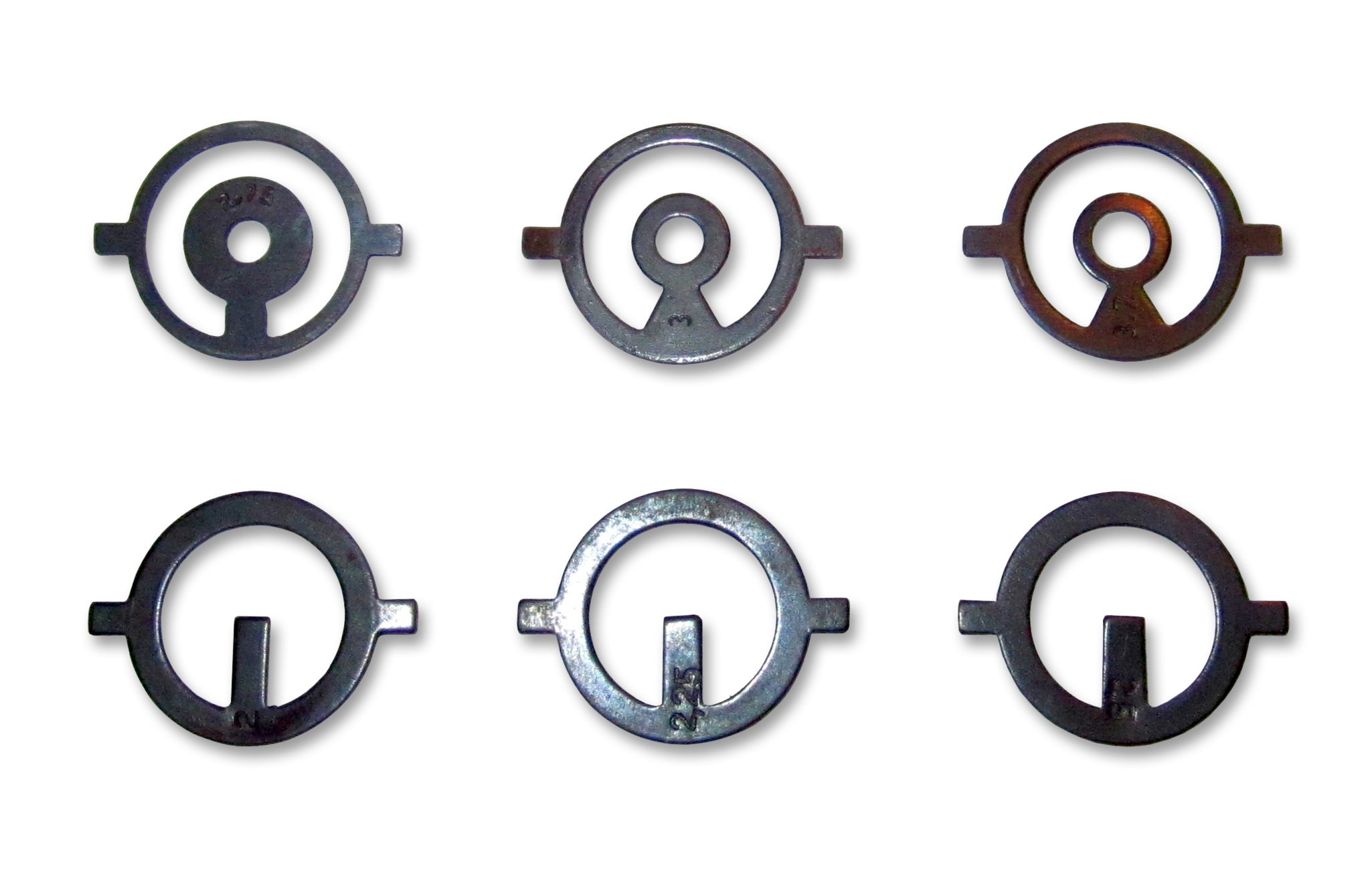
Verschiedene Ring- und Stiftkorne für Sportgewehre

Mit Diopter und Ringkorn, oft in einem kurzen Rohr („Korntunnel“) angeordnet, wird ein sehr einfaches zentralsymmetrisches Zielbild erreicht. Diese Art der Visierung ist einfacher zu handhaben als Kimme und Korn und ist meist genauer. Der Winkelfehler beim Zielen wird dadurch verkleinert. Häufig ist im Diopter anstelle eines fixen Loches eine variable Irisblende eingebaut. Dadurch ist das Diopter an verschiedene Lichtverhältnisse anpassbar.
In den meisten Sportschießdisziplinen darf eine Vergrößerung bei Wettkampfwaffen in der hinteren und vorderen Visierung nicht verwendet werden (Schützen der Altersklasse dürfen oft ein sogenanntes Adlerauge im Korntunnel oder einen Dioptrienausgleich verwenden).